# 21 lipca
21 lipca jest 202. (w latach przestępnych 203.) dniem w kalendarzu gregoriańskim. Do końca roku pozostaje 163 dni.

## Święta
- Imieniny obchodzą: Andrzej, Arbogast, Benedykt, Daniel, Ignacy, Jan, Julia, Just, Klaudiusz, Laurencjusz, Laurenty, Prakseda, Wawrzyniec, Wiktor i Zotyk.
- Belgia – Święto Niepodległości
- Guam – Święto Wyzwolenia
- wspomnienia i święta w Kościele katolickim[1][2] obchodzą:
  - św. Apolinary (pierwszy biskup Rawenny i męczennik)
  - św. Daniel (prorok)
  - św. Prakseda (siostra św. Pudencjany)
  - św. Wawrzyniec z Brindisi (prezbiter i doktor Kościoła)
  - św. Wiktor z Marsylii (męczennik)

## Wydarzenia w Polsce
- 1455 – Wojna trzynastoletnia: wojska Związku Pruskiego spaliły Frombork i obsadziły miejscową warowną katedrę.
- 1503 – Jan Konarski został biskupem krakowskim.
- 1520 – Wojna pruska: wojska polsko-czeskie zdobyły i spaliły Mrągowo.
- 1572 – Została zawiązana Konfederacja bełska.
- 1640 – Król Władysław IV Waza lokował Janów Lubelski według prawa magdeburskiego.
- 1655 – Potop szwedzki: feldmarszałek Arvid Wittenberg wkroczył na czele 14-tysięcznego wojska do Wielkopolski.
- 1677 – W Bieruniu wybuchł pożar, który zniszczył całe miasto z wyjątkiem kościoła św. Walentego.
- 1723 – Król Prus Fryderyk Wilhelm I nadał prawa miejskie Rynowi.
- 1762 – Wojna siedmioletnia: zwycięstwo wojsk pruskich nad austriackimi w bitwie pod Burkersdorfem (dzisiejszym Burkatowem).
- 1807 – Proklamowano Wolne Miasto Gdańsk.
- 1894 – Założono Towarzystwo Gimnastyczne „Sokół” we Wrocławiu.
- 1905 – Na stokach Cytadeli Warszawskiej został powieszony Stefan Aleksander Okrzeja, członek Organizacji Bojowej PPS.
- 1912 – W Katowicach odsłonięto pomnik Świętej Jadwigi Śląskiej.
- 1916 – Założono Klub Państwowców Polskich.
- 1920 – Wojna polsko-bolszewicka: zwycięstwo wojsk polskich w bitwie pod Krzemieńcem (11-21 lipca).
- 1921 – 19 osób zginęło w eksplozji w Fabryce Prochu w Krywałdzie na Górnym Śląsku.
- 1943:
  - Niemcy dokonali pacyfikacji wsi Wnory-Wandy w okręgu białostockim, zabijając co najmniej 27 osób.
  - W nocy z 20 na 21 lipca Niemcy dokonali pacyfikacji wsi Radwanowice pod Krakowem, zabijając 30 mieszkańców.
- 1944:
  - 38-osobowy oddział Armii Krajowej rozbił w Iwoniczu Zdroju garnizon Wehrmachtu.
  - Oddziały partyzanckie Batalionów Chłopskich i AK stoczyły pod Skroniowem potyczkę z oddziałami Wehrmachtu.
  - Oddział Armii Krajowej wyzwolił Bełżec spod okupacji niemieckiej.
- 1946 – Na stokach poznańskiej cytadeli, w ostatniej publicznej egzekucji w Polsce, został powieszony nazistowski zbrodniarz wojenny i były namiestnik Kraju Warty Arthur Greiser.
- 1948:
  - Powstał Związek Młodzieży Polskiej (ZMP).
  - We Wrocławiu rozpoczęła się Wystawa Ziem Odzyskanych.
- 1950 – Sejm Ustawodawczy przyjął ustawę o planie sześcioletnim.
- 1951 – W Warszawie odsłonięto pomnik Feliksa Dzierżyńskiego.
- 1952 – W stalinowskim „procesie komandorów” zapadły wyroki śmierci i dożywotniego pozbawienia wolności.
- 1954 – Ruszyła pierwsza turbina w Elektrociepłowni Żerań.
- 1957 – W Bydgoszczy otwarto dzisiejszy Stadion im. Zdzisława Krzyszkowiaka.
- 1958 – Funkcjonariusze SB wyłamali bramę i przeprowadzili rewizję Instytutu Prymasowskiego na Jasnej Górze.
- 1959 – Oblatano prototyp czterosilnikowego polskiego samolotu pasażerskiego PZL MD-12.
- 1960 – W Łodzi odsłonięto pomnik Tadeusza Kościuszki.
- 1964 – Uruchomiono Radiowo-Telewizyjne Centrum Nadawcze w Śremie.
- 1973:
  - Lucjan Lis wygrał 30. Tour de Pologne.
  - Pierwsza wolna sobota.
- 1977 – Premiera filmu obyczajowego Czy jest tu panna na wydaniu? w reżyserii Janusza Kondratiuka.
- 1979 – Oddano do użytku nowy gmach Teatru Muzycznego w Gdyni.
- 1983 – Samorozwiązanie WRON.
- 1994 – Utworzono Sulejowski Park Krajobrazowy.
- 2007 – Potężne trąby powietrzne przeszły przez rejony południowej Polski.
- 2008 – W Alei Zasłużonych na Cmentarzu Wojskowym na Powązkach w Warszawie został pochowany tragicznie zmarły prof. Bronisław Geremek.
- 2009 – W trakcie egzekucji komorniczej w Kupieckich Domach Towarowych w Warszawie doszło do starć między zabarykadowanymi tam kupcami a wynajętą przez komornika firmą ochroniarską.
- 2010 – Irena Lipowicz objęła urząd Rzecznika Praw Obywatelskich.
- 2013 – Z odwiertu Łebień LE-2H w pobliżu Lęborka, wykonanego przez firmę Lane Energy Poland, kontrolowaną przez amerykański koncern ConocoPhillips, rozpoczęto pierwsze w Polsce regularne wydobycie gazu łupkowego.
- 2021 – Marcin Wiącek został rzecznikiem praw obywatelskich.

## Wydarzenia na świecie
- 356 p.n.e. – Szewc Herostrates spalił świątynię Artemidy w Efezie.
- 230 – Poncjan został papieżem.
- 285 – Cesarz rzymski Dioklecjan powołał Maksymiana na współcesarza.
- 365 – Potężne trzęsienie ziemi z epicentrum w okolicy Krety i wywołane nim tsunami zniszczyły wschodnie wybrzeże Morza Śródziemnego.
- 1200 – Walki gwelfów z gibelinami: stoczono bitwę pod Monreale (Włochy).
- 1242 – Wojna Saintonge: rozpoczęła się bitwa pod Taillebourgiem pomiędzy rycerstwem francuskim a angielskim.
- 1342 – Ludwik Węgierski został królem Węgier i Chorwacji.
- 1403 – W bitwie pod Shrewsbury król Anglii Henryk IV Lancaster pokonał rebeliantów pod wodzą Harry’ego Hotspura.
- 1411 – Zygmunt Luksemburski został królem Niemiec.
- 1425 – Jan VIII Paleolog został cesarzem bizantyńskim.
- 1452 – Rozpoczęła się pierwsza kampania sułtana Mehmeda II Zdobywcy w Albanii.
- 1479 – W Ołomuńcu podpisano traktat pokojowy między królem Węgier Maciejem Korwinem a królem Czech Władysławem II Jagiellończykiem, kończący wojnę o koronę czeską
- 1542 – Papież Paweł III ogłosił reformującą Świętą Inkwizycję konstytucję apostolską Liceb ab initio.
- 1545 – Wojna angielsko-francuska: nieudany desant wojsk francuskich na wyspę Wight.
- 1550 – Papież Juliusz III zatwierdził konstytucję Towarzystwa Jezusowego.
- 1568 – Wojna osiemdziesięcioletnia: wojska hiszpańskie rozgromiły powstańców niderlandzkich w II bitwie pod Jemgum.
- 1588 – Hiszpańska Wielka Armada zakończyła postój w porcie La Coruña i skierowała się w kierunku Anglii.
- 1595 – Hiszpański żeglarz Álvaro de Mendaña de Neyra odkrył Markizy na Pacyfiku.
- 1656 – I wojna angielsko-hiszpańska: flota angielska przeprowadziła udany atak na port Malaga.
- 1718 – W Požarevacu podpisano traktat pokojowy kończący VI wojnę austriacko-turecką.
- 1771 – W katedrze w Ajaccio na Korsyce został ochrzczony Napoleon Bonaparte.
- 1773 – Papież Klemens XIV w brewe Dominus ac Redemptor ogłosił kasatę Towarzystwa Jezusowego.
- 1774 – V wojna rosyjsko-turecka: podpisano pokój w Küczük Kajnardży.
- 1789 – VI wojna rosyjsko-turecka: zwycięstwo wojsk rosyjsko-austriackich w bitwie pod Fokszanami.
- 1795 – I koalicja antyfrancuska: zwycięstwo francuskich wojsk rewolucyjnych nad rojalistyczno-brytyjskimi w bitwie pod Quiberon.
- 1798 – Wyprawa Napoleona do Egiptu: w bitwie pod piramidami wojska francuskie pokonały i zmusiły do odwrotu armię mameluków wspartą piechotą arabską.
- 1814 – Król Ferdynand VII przywrócił inkwizycję hiszpańską, zniesioną w 1808 roku przez okupacyjne władze francuskie.
- 1822 – W Katedrze Metropolitalnej w mieście Meksyk dyktator Agustín de Itúrbide koronował się na cesarza Meksyku jako Augustyn I.
- 1824 – Rama III został królem Syjamu.
- 1831 – Dokonano zaprzysiężenia pierwszego króla Belgów Leopolda I Koburga.
- 1836 – Otwarto pierwszą linię kolejową na terenie Kanady.
- 1843 – W Antwerpii otwarto pierwszy belgijski ogród zoologiczny.
- 1848 – Ksiądz Józef Szafranek w niemieckim Zgromadzeniu Narodowym zgłosił 8 postulatów dotyczących ochrony praw Polaków na Górnym Śląsku.
- 1861 – Wojna secesyjna: zwycięstwo Konfederatów w I bitwie nad Bull Run.
- 1865 – W Springfield w stanie Missouri rewolwerowiec Dziki Bill Hickok w pierwszym klasycznym pojedynku rewolwerowym zastrzelił Davisa K. Tutta.
- 1866 – Włoska wojna wyzwoleńcza: zwycięstwo wojsk włoskich nad austriackimi w bitwie pod Bezzeccą.
- 1873:
  - Frederik Stang został premierem Norwegii.
  - W stanie Iowa Jesse James dokonał wraz ze swą bandą pierwszego napadu na pociąg, rabując 3 tys. dolarów.
- 1883 – Założono Alliance française – organizację zajmującą się promocją kultury francuskiej i języka francuskiego.
- 1902:
  - Na Łabie w Hamburgu po zderzeniu z holownikiem zatonął statek wycieczkowy „Primus”, w wyniku czego zginęło 101 osób.
  - W Rio de Janeiro założono klub piłkarski Fluminense FC.
- 1904 – Zakończono pierwszą fazę budowy Kolei Transsyberyjskiej. Rozpoczęła się kolonizacja Syberii na wielką skalę.
- 1907 – Parowiec SS „Columbia“ zatonął po zderzeniu ze szkunerem niedaleko Shelter Cove w północnej Kalifornii, w wyniku czego zginęło 88 osób.
- 1911 – Konflikt marokański: brytyjski kanclerz skarbu David Lloyd George oznajmił, że Wielka Brytania nie pozwoli na rozwiązanie kwestii marokańskiej bez jej udziału. Jednocześnie Royal Navy została postawiona w stan gotowości.
- 1912 – Zdławiono rebelię tubylców na Timorze Portugalskim.
- 1914 – Została odkryta Sinope, jeden z księżyców Jowisza.
- 1924 – W Chicago rozpoczął się proces studentów Nathana Leopolda i Richarda Loeba, oskarżonych o zamordowanie 14-letniego Bobby’ego Franksa, syna miejscowego milionera.
- 1929 – Założono przedsiębiorstwo produkujące maszyny rolnicze Rostsielmasz z siedzibą w Rostowie nad Donem.
- 1930 – Maksim Litwinow został komisarzem ludowym spraw zagranicznych ZSRR.
- 1938 – W Buenos Aires podpisano traktat pokojowy kończący paragwajsko-boliwijską wojnę o Chaco.
- 1940:
  - Ksiądz Jan Šrámek stanął na czele czechosłowackiego rządu emigracyjnego w Londynie.
  - Litewscy komuniści proklamowali Litewską SRR, która 3 sierpnia tego roku formalnie weszła w skład ZSRR.
- 1942 – Wojna na Pacyfiku: rozpoczęły się walki na szlaku Kokoda na Nowej Gwinei.
- 1943 – W Iraku sformowano 2. Korpus Polski pod dowództwem gen. Władysława Andersa.
- 1944:
  - W Moskwie powstał Polski Komitet Wyzwolenia Narodowego na czele z przewodniczącym Edwardem Osóbką-Morawskim i jego zastępcami Wandą Wasilewską i Andrzejem Witosem.
  - Wojna na Pacyfiku: rozpoczęła się bitwa o Guam.
- 1945 – Wojna na Pacyfiku: zwycięstwem aliantów zakończyła się trzytygodniowa bitwa o Balikpapan na Borneo.
- 1946 – James Davidson na myśliwcu McDonnell FH-1 Phantom dokonał pierwszego w historii udanego startu samolotem odrzutowym z pokładu lotniskowca.
- 1950 – W niemieckim Wuppertalu słoń cyrkowy Tuffi, przewożony w celach reklamowych kolejką naziemną, wybił ścianę wagonika i wpadł do rzeki Wupper, odnosząc lekkie obrażenia.
- 1952 – W trzęsieniu ziemi w Kalifornii zginęło 14 osób, a 18 zostało rannych.
- 1960 – Rozpoczęła nadawanie telewizja egipska.
- 1964 – W Singapurze wybuchły czterodniowe zamieszki na tle religijnym i rasowym między Chińczykami i Malajami, w których zginęły 23 osoby, a 454 zostały ranne.
- 1964 – Kwiat moreli japońskiej otrzymał status kwiatu państwowego na Tajwanie.
- 1970 – Zakończono budowę Wysokiej Tamy na Nilu koło Asuanu w Egipcie.
- 1972:
  - 76 osób zginęło, a 130 zostało rannych w czołowym zderzeniu pociągów pasażerskich w El Cuervo de Sevilla w Hiszpanii.
  - W wyniku wybuchów 22 bomb podłożonych w Belfaście przez IRA zginęło 9 osób, a ponad 130 odniosło rany.
- 1974:
  - Inwazja turecka na Cypr: turecki niszczyciel TCG „Kocatepe” został zatopiony omyłkowo przez własne lotnictwo, w wyniku czego zginęło 13 oficerów i 51 członków załogi.
  - W norweskim Lillehammer agenci Mosadu zamordowali przez pomyłkę marokańskiego kelnera, biorąc go za Alego Hasana Salamę, uczestnika masakry izraelskich sportowców na Igrzyskach Olimpijskich w Monachium w 1972 roku.
- 1976 – W zamachu bombowym w Dublinie zginął ambasador Wielkiej Brytanii Christopher Ewart Biggs.
- 1977 – Wybuchła 4-dniowa wojna graniczna między Egiptem a Libią.
- 1980 – Eugenia Charles została pierwszą kobietą na stanowisku premiera Dominiki.
- 1983 – W radzieckiej stacji antarktycznej Wostok zanotowano najniższą w historii temperaturę powietrza (–89,2 °C).
- 1985 – dokonano zamachu bombowego w Sali Królestwa Świadków Jehowy w Sydney. Jedna osoba zginęła, a 77 zostało rannych[3][4].
- 1987 – Ukazał się debiutancki album amerykańskiego zespołu Guns N’ Roses Appetite for Destruction.
- 1990:
  - Chiny i Arabia Saudyjska nawiązały stosunki dyplomatyczne.
  - Odbył się koncert The Wall – Live in Berlin.
- 1994 – Michaił Czyhir został premierem Białorusi.
- 1996 – Na XXVI Letnich Igrzyskach Olimpijskich w Atlancie złote medale zdobyli: judoka Paweł Nastula oraz zapaśnicy w stylu klasycznym Ryszard Wolny i Andrzej Wroński. Polska z 4 złotymi medalami objęła prowadzenie w klasyfikacji medalowej.
- 1997 – Premiera amerykańskiego filmu sensacyjnego Air Force One w reżyserii Wolfganga Petersena.
- 2000 – W Fermi National Accelerator Laboratory pod Chicago uzyskano pierwszy bezpośredni dowód istnienia neutrina typu tau.
- 2005 – W Londynie dokonano kolejnych, po 7 lipca, czterech zamachów bombowych, w których ranna została jedna osoba.
- 2007:
  - Będący w budowie wieżowiec Burdż Chalifa w Dubaju osiągnął wysokość 509 metrów i otrzymał miano najwyższego budynku świata, wyprzedzając Taipei 101.
  - Pratibha Patil jako pierwsza kobieta została wybrana na urząd prezydenta Indii.
- 2008:
  - Gordon Brown, jako pierwszy premier Wielkiej Brytanii, wygłosił przemówienie w izraelskim Knesecie.
  - Przed specjalnym trybunałem wojskowym w amerykańskim więzieniu w Guantánamo na Kubie rozpoczął się pierwszy proces o zbrodnie wojenne.
  - Ram Baran Yadav został wybrany przez Zgromadzenie Konstytucyjne na pierwszego prezydenta Nepalu.
- 2009 – Minister spraw zagranicznych Miguel Ángel Moratinos został pierwszym od 300 lat członkiem hiszpańskiego rządu, który odwiedził Gibraltar.
- 2012 – Rajkeswur Purryag został prezydentem Mauritiusa.
- 2013 – Król Belgów Albert II abdykował na rzecz swego syna Filipa I.
- 2016 – W Mitribah w Kuwejcie zanotowano rekordową temperaturę 54 °C.
- 2020 – Przed Międzynarodowym Trybunałem Karnym w Hadze rozpoczął się proces byłego prezydenta Sudanu Umara al-Baszira, oskarżonego o zbrodnie przeciwko ludzkości.
- 2022 – Ranil Wickremesinghe objął urząd prezydenta Sri Lanki.
- 2023 – Pod zarzutem ekstremizmu został aresztowany bloger i były oficer FSB Igor Girkin, znany z krytyki prezydenta Władimiria Putina.
- 2024 – Urzędujący prezydent USA Joe Biden zrezygnował z ubiegania się o reelekcję w listopadowych wyborach prezydenckich.

## Eksploracja kosmosui zdarzenia astronomiczne

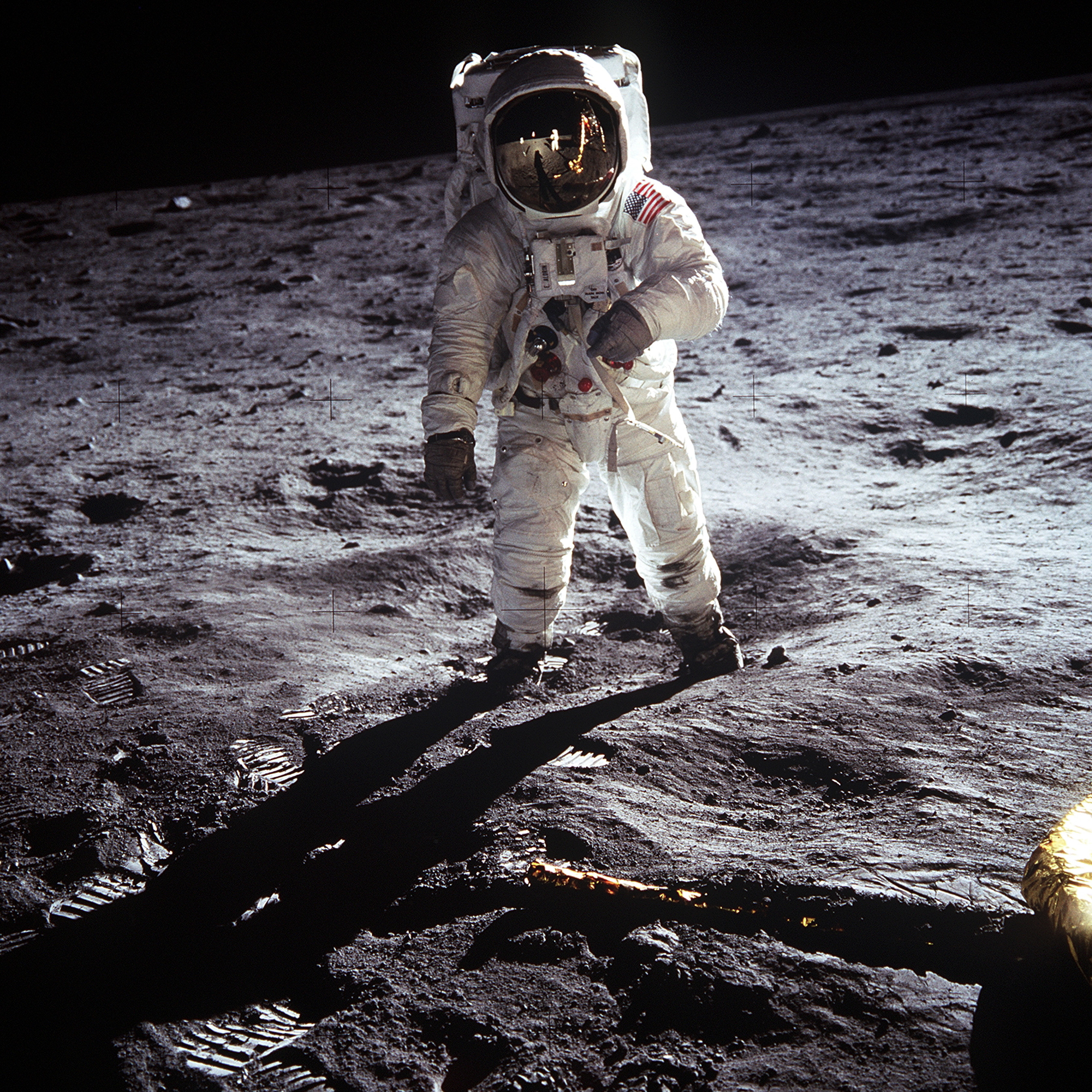
Buzz Aldrin na Księżycu (1969) – zdjęcie zrobione przez Neila Armstronga

- 1812 – Została odkryta kometa krótkookresowa 12P/Pons-Brooks.
- 1961 – Virgil Grissom na statku Mercury 4, jako drugi amerykański astronauta, przekroczył granicę kosmosu w locie balistycznym.
- 1966 – Zakończyła się załogowa misja kosmiczna Gemini 10.
- 1969:
  - Neil Armstrong, dowódca wyprawy Apollo 11, stanął jako pierwszy człowiek na powierzchni Księżyca. Tuż po nim uczynił to Buzz Aldrin.
  - Radziecka sonda Łuna 15 rozbiła się na Księżycu.
- 2011 – Zakończyła się ostatnia misja wahadłowca Atlantis, kończąca 30-letni program NASA załogowych lotów orbitalnych na tego typu statkach kosmicznych.

## Urodzili się
- 628 – Tang Gaozong, cesarz Chin (zm. 683)
- 1414 – Sykstus IV, papież (zm. 1484)
- 1476:
  - Alfons I d’Este, książę Ferrary i Modeny (zm. 1534)
  - Anna Sforza, księżniczka Mediolanu (zm. 1497)
- 1515 – Filip Neri, włoski duchowny katolicki, święty (zm. 1595)
- 1577 – Adam Willaerts, holenderski malarz (zm. 1664)
- 1620 – Jean Picard, francuski duchowny katolicki, astronom, fizyk (zm. 1682)
- 1664 – Matthew Prior, angielski poeta, dyplomata (zm. 1721)
- 1667 – Cristoforo Munari, włoski malarz (zm. 1720)
- 1693 – Thomas Pelham-Holles, brytyjski arystokrata, polityk, premier Wielkiej Brytanii (zm. 1768)
- 1710 – Paul Möhring, niemiecki lekarz, botanik, zoolog (zm. 1792)
- 1711 – Antonio González Ruiz, hiszpański malarz (zm. 1788)
- 1712 – Johann Karl Philipp von Cobenzl, austriacki dyplomata (zm. 1770)
- 1714 – Natalia Romanowa, rosyjska księżniczka (zm. 1728)
- 1732 – James Adam, szkocki architekt, projektant mebli (zm. 1794)
- 1737 – Wilhelm Friedrich Leopold von Borcke, pruski polityk (zm. 1787)
- 1754 – Ernst von Rüchel, pruski generał (zm. 1823)
- 1775 – George Osborne, brytyjski arystokrata, polityk (zm. 1838)
- 1783 – Charles-Tristan de Montholon, francuski generał (zm. 1853)
- 1786 – Littleton Purnell Dennis, amerykański prawnik, polityk (zm. 1834)
- 1787:
  - William Lowther, brytyjski arystokrata, polityk (zm. 1872)
  - Michal Silorád Patrčka, czeski poeta, baśniopisarz, prozaik, dramaturg, satyryk (zm. 1838)
- 1788 – Ignacy Chmielewski, polski duchowny katolicki, pedagog (zm. 1869)
- 1791 – Carlo Vizzardelli, włoski kardynał (zm. 1851)
- 1795 – George Gawler, brytyjski wojskowy, administrator kolonialny (zm. 1869)
- 1801 – Pierre Rambur, francuski lekarz, entomolog (zm. 1870)
- 1807 – Paweł Popiel, polski prawnik, konserwator zabytków, polityk, publicysta, pamiętnikarz (zm. 1892)
- 1808 – Simion Bărnuțiu, rumuński historyk, filozof, prawnik, wykładowca akademicki, polityk (zm. 1864)
- 1810 – Henri Victor Regnault, francuski chemik, fizyk, wykładowca akademicki (zm. 1878)
- 1813 – Aleksander Stanisław Dzieduszycki, polski hrabia, ziemianin, prawnik, polityk, uczestnik powstania listopadowego (zm. 1879)
- 1814 – Alfred Saker, brytyjski misjonarz baptystyczny (zm. 1880)
- 1816 – Paul Reuter, brytyjski dziennikarz, założyciel agencji prasowej pochodzenia niemieckiego (zm. 1899)
- 1817 – Pantaleon Potocki, polski szlachcic, dowódca oddziału w powstaniu krakowskim (zm. 1846)
- 1820 – Hugo Behrens, niemiecki lekarz, pisarz (zm. 1910)
- 1821:
  - Vasile Alecsandri, rumuński poeta, dramaturg, nowelista, polityk, dyplomata (zm. 1890)
  - Adolf von Auersperg, austriacki polityk, premier Austrii (zm. 1885)
  - Bernard Bernard, francuski duchowny katolicki, misjonarz, prefekt apostolski Norwegii i Laponii (zm. 1895)
- 1824 – Stanley Matthews, amerykański prawnik, polityk, senator (zm. 1889)
- 1825:
  - Wincenty Teofil Popiel, polski duchowny katolicki, arcybiskup metropolita warszawski (zm. 1912)
  - Práxedes Mateo Sagasta, hiszpański polityk, premier Hiszpanii (zm. 1903)
- 1835 – Bernardo Ferrándiz, hiszpański malarz (zm. 1885)
- 1839 – Francesco Satolli, włoski kardynał (zm. 1910)
- 1841 – Minna Kleeberg, niemiecko-amerykańska poetka pochodzenia żydowskiego (zm. 1878)
- 1842 – Louis Tauzin, francuski malarz (zm. 1915)
- 1843 – Maria Anna, infantka portugalska (zm. 1884)
- 1846 – Thorvald Bindesbøll, duński architekt, grafik (zm. 1908)
- 1848 – Johannes Volkelt, niemiecki filozof, wykładowca akademicki  (zm. 1930)
- 1856 – Adam Onufrowicz, polski chemik, inżynier (zm. 1914)
- 1858:
  - Lovis Corinth, niemiecki malarz, grafik (zm. 1925)
  - Maria Krystyna, arcyksiężniczka austriacka, królowa i regentka Hiszpanii (zm. 1929)
- 1859 – J-H. Rosny (młodszy), francuski pisarz pochodzenia belgijskiego (zm. 1948)
- 1860 – Antoni Kamieński, polski malarz, grafik (zm. 1933)
- 1863 – C. Aubrey Smith, brytyjski aktor (zm. 1948)
- 1864 – Frances Cleveland, amerykańska pierwsza dama (zm. 1947)
- 1865 – Edmund Thormählen, szwedzki żeglarz sportowy (zm. 1946)
- 1870 – Emil Orlík, czeski malarz, grafik, fotograf, scenograf, rękodzielnik (zm. 1932)
- 1871 – Guglielmo Ferrero, włoski pisarz, historyk (zm. 1942)
- 1872 – Samson Hochfeld, niemiecki rabin, uczony (zm. 1921)
- 1873 – Charles Schlee, amerykański kolarz torowy pochodzenia duńskiego (zm. 1947)
- 1875:
  - Jérôme De Mayer, belgijski łucznik (zm. 1958)
  - Charles Gondouin, francuski rugbysta (zm. 1947)
- 1878 – Rūdolfs Bangerskis, łotewski generał, polityk (zm. 1958)
- 1880:
  - Czesław Marian Jankowski, polski adwokat, harcmistrz (zm. 1940)
  - Bronisław Romaniszyn, polski śpiewak operowy (tenor), pedagog, dyplomata, działacz społeczny (zm. 1963)
  - Milan Rastislav Štefánik, słowacki generał, polityk (zm. 1919)
  - Franciszek Wojakowski, polski podpułkownik (zm. 1940)
  - Jonas Yčas, litewski pedagog, działacz polityczny i religijny (zm. 1931)
- 1881:
  - Johnny Evers, amerykański baseballista (zm. 1947)
  - Maurycy Komorowicz, polski geolog, podróżnik, pisarz, kompozytor (zm. 1923)
  - Hipolit Łossowski, polski generał, pilot balonowy (zm. 1925)
- 1882 – Dawid Burluk, rosyjski malarz, poeta pochodzenia ukraińskiego (zm. 1967)
- 1885:
  - Károly Dietz, węgierski piłkarz, trener (zm. 1969)
  - Jacques Feyder, belgijski aktor, scenarzysta i reżyser filmowy (zm. 1948)
- 1886:
  - Henrik Hajós, węgierski pływak (zm. 1963)
  - Bronisław Wiktor, polski architekt, malarz (zm. 1961)
  - Marcin Zieliński, polski major rezerwy, neurolog, psychiatra (zm. 1940)
- 1890 – Eduard Dietl, niemiecki generał pułkownik (zm. 1944)
- 1891:
  - Wacław Kowalewski, polski architekt, działacz krajoznawczy (zm. 1962)
  - Oskar Kummetz, niemiecki admirał (zm. 1980)
  - Marcel-Frédéric Lubin-Lebrère, francuski rugbysta (zm. 1972)
  - Juho Saaristo, fiński lekkoatleta, oszczepnik (zm. 1969)
  - Zofia Starowieyska-Morstinowa, polska pisarka, krytyk literacki, tłumaczka (zm. 1966)
- 1892 – Renée Falconetti, francuska aktorka (zm. 1946)
- 1893:
  - Hans Fallada, niemiecki pisarz (zm. 1947)
  - Aleksander Glücksburg, król Grecji (zm. 1920)
  - Eugen Schüfftan, niemiecki malarz, architekt (zm. 1977)
  - Adolf Stender-Petersen, duński językoznawca, slawista, historyk literatury (zm. 1963)
- 1894:
  - Jakub Appenszlak, polski dziennikarz, tłumacz pochodzenia żydowskiego (zm. 1950)
  - Marian Borzemski, polski kapitan, strzelec sportowy (zm. 1959)
- 1895:
  - Ken Maynard, amerykański kaskader, aktor (zm. 1973)
  - Adam Papée, polski szablista (zm. 1990)
- 1896:
  - Sophie Bledsoe Aberle, amerykańska antropolog, lekarz i dietetyk (zm. 1996)
  - Jean Rivier, francuski kompozytor (zm. 1987)
  - Viking Tamm, szwedzki generał (zm. 1975)
- 1897:
  - John Marshall Butler, amerykański prawnik, polityk, senator (zm. 1978)
  - Edmund Heines, niemiecki wojskowy, polityk nazistowski (zm. 1934)
  - Wasilij Sokołowski, radziecki dowódca wojskowy, marszałek ZSRR (zm. 1968)
- 1898:
  - Edmund Hirst, brytyjski chemik (zm. 1975)
  - Josep Sunyol, kataloński polityk, działacz piłkarski (zm. 1936)
  - Tom Whittaker, angielski piłkarz, trener (zm. 1956)
- 1899:
  - Hart Crane, amerykański poeta (zm. 1932)
  - Ernest Hemingway, amerykański pisarz, dziennikarz, laureat Nagrody Nobla (zm. 1961)
  - Ralph Staub, amerykański reżyser, producent i scenarzysta filmowy (zm. 1969)
  - Eric Woodward, australijski generał (zm. 1967)
- 1900:
  - Roman Nowak, polski polityk, poseł na Sejm PRL (zm. 1980)
  - Jerzy Podoski, polski kapitan dyplomowany piechoty, strzelec sportowy, bronioznawca (zm. 1942)
- 1901:
  - Victor Leemans, belgijski socjolog, polityk (zm. 1971)
  - Nyanaponika Thera, lankijski mnich (zm. 1994)
- 1902:
  - Belcampo, holenderski pisarz (zm. 1990)
  - William Cuthbertson, brytyjski bokser (zm. 1963)
  - Joseph Kesselring, amerykański prozaik, dramaturg pochodzenia niemieckiego (zm. 1967)
  - Margit Manstad, szwedzka aktorka (zm. 1996)
  - Boris Prianisznikow, rosyjski dziennikarz, publicysta, pisarz, kolaborant, działacz emigracyjny (zm. 2002)
  - Georges Wambst, francuski kolarz szosowy i torowy (zm. 1988)
- 1904:
  - Henry Johansen, norweski piłkarz, bramkarz, trener (zm. 1988)
  - Louis Meyer, amerykański kierowca wyścigowy (zm. 1995)
- 1905:
  - Siemion Pieriewiortkin, radziecki generał, polityk (zm. 1961)
  - Zygmunt Przybyłkiewicz, polski historyk, publicysta, dyplomata (zm. 1967)
- 1906 – Jan Pieter Bakker, holenderski geograf, geolog (zm. 1969)
- 1907:
  - Elisabeth Behr-Sigel, francuska teolog prawosławna (zm. 2005)
  - Kazimierz Moczarski, polski pisarz, dziennikarz, żołnierz AK (zm. 1975)
  - Georg Rydeberg, szwedzki aktor (zm. 1983)
  - Jerzy Strzałkowski, polski porucznik, uczestnik powstania warszawskiego, pedagog (zm. 1991)
- 1908:
  - György Bródy, węgierski piłkarz wodny, bramkarz (zm. 1967)
  - Stefan Doniec, polski piłkarz, działacz piłkarski (zm. 2001)
  - Zbigniew Turski, polski kompozytor, dyrygent (zm. 1979)
- 1910:
  - Alexander Hurd, kanadyjski łyżwiarz szybki (zm. 1982)
  - Viggo Kampmann, duński polityk, premier Danii (zm. 1976)
  - Władimir Kasatonow, radziecki admirał floty (zm. 1989)
  - Pietro Pasinati, włoski piłkarz (zm. 2000)
  - Władimir Sierow, rosyjski malarz (zm. 1968)
- 1911:
  - Walter Lohmann, niemiecki kolarz torowy (zm. 1993)
  - Marshall McLuhan, kanadyjski teoretyk komunikacji (zm. 1980)
- 1913 – Demos Shakarian, amerykański przedsiębiorca pochodzenia ormiańskiego (zm. 1993)
- 1914:
  - Philippe Ariès, francuski historyk (zm. 1984)
  - Suso Cecchi D’Amico, włoska scenarzystka filmowa (zm. 2010)
  - Aleksander Kreek, estoński lekkoatleta, kulomiot (zm. 1977)
  - Stanisław Albrecht Radziwiłł, polski dyplomata, przedsiębiorca (zm. 1976)
  - Zdzisław Szymański, polski aktor (zm. 1986)
- 1916 – Jörgen Smit, norweski nauczyciel, wykładowca, mówca, publicysta (zm. 1991)
- 1917 – Luigi Cantone, włoski szpadzista (zm. 1997)
- 1918 – Sándor Ádám, węgierski piłkarz (zm. 1974)
- 1919:
  - Edward Klinik, polski męczennik, błogosławiony (zm. 1942)
  - Carlos Sosa, argentyński piłkarz (zm. 2009)
- 1920:
  - Mohammed Dib, algierski pisarz (zm. 2003)
  - Isaac Stern, amerykański skrzypek pochodzenia żydowskiego (zm. 2001)
  - Gunnar Thoresen, norweski piłkarz (zm. 2017)
- 1921:
  - Jan Garewicz, polski historyk filozofii i idei, tłumacz (zm. 2002)
  - Jimmy Ingle, irlandzki bokser (zm. 1986)
- 1922:
  - Demeter Bitenc, słoweński aktor (zm. 2018)
  - Olga Kamińska-Prokop, polska harcerka, działaczka konspiracyjna (zm. 1943)[5]
  - Kay Starr, amerykańska piosenkarka (zm. 2016)
  - Mollie Sugden, brytyjska aktorka (zm. 2009)
- 1923:
  - Jan Kobylański, polski przedsiębiorca, działacz polonijny, dyplomata (zm. 2019)
  - Rudolph Marcus, amerykański chemik, laureat Nagrody Nobla
  - Mieczysław Poznański, polski operator filmów animowanych (zm. 2006)
  - Paul Xuereb, maltański polityk, p.o. prezydenta Malty (zm. 1994)
- 1924:
  - Jerzy Łukaszewski, polski prawnik, politolog, dyplomata (zm. 2020)
  - Alojz Rebula, słoweński prozaik, eseista, dramaturg, tłumacz (zm. 2018)
- 1925:
  - Janina Jasińska, polska malarka, rysowniczka (zm. 2018)
  - Wiesław Olszak, polski inżynier, profesor nauk technicznych (zm. 2018)
- 1926:
  - Norman Jewison, kanadyjski reżyser i producent filmowy (zm. 2024)
  - Bill Pertwee, brytyjski aktor (zm. 2013)
  - Karel Reisz, czesko-brytyjski reżyser filmowy pochodzenia żydowskiego (zm. 2002)
- 1927:
  - Edmund Koźbiał, polski pułkownik pilot (zm. 2013)
  - Paul Préboist, francuski aktor (zm. 1997)
- 1928:
  - Anna Kajtochowa, polska pisarka, poetka, dziennikarka (zm. 2011)
  - Udo Klug, niemiecki piłkarz, trener (zm. 2000)
  - Hirofumi Uzawa, japoński ekonomista (zm. 2014)
- 1929:
  - Anthony Steffen, włosko-brazylijski aktor (zm. 2004)
  - Mauritz von Strachwitz, niemiecki kierowca i konstruktor wyścigowy (zm. 2022)
  - Henri Teissier, francuski duchowny katolicki, arcybiskup Algieru (zm. 2020)
  - Marian Truszczyński, polski lekarz weterynarii (zm. 2020)
- 1930:
  - Lucjan Czubiński, polski generał dywizji, prawnik, polityk, naczelny prokurator wojskowy, prokurator generalny PRL, wiceminister spraw wewnętrznych (zm. 2020)
  - Gene Littler, amerykański golfista (zm. 2019)
  - Helen Merrill, amerykańska wokalistka jazzowa
- 1931:
  - Sonny Clark, amerykański pianista jazzowy (zm. 1963)
  - Gene Fullmer, amerykański bokser (zm. 2015)
- 1932:
  - Eero Aarnio, fiński dekorator wnętrz, projektant przemysłowy
  - Michele Jamiolkowski, włoski inżynier budowlany, geotechnik pochodzenia polskiego (zm. 2023)
  - Kaye Stevens, amerykańska aktorka, piosenkarka (zm. 2011)
- 1933:
  - John Gardner, amerykański pisarz, krytyk literacki, pedagog (zm. 1982)
  - Brigitte Reimann, niemiecka pisarka (zm. 1973)
- 1934 – Tullio Baraglia, włoski wioślarz (zm. 2017)
- 1935:
  - Łukasz Balcer, polski prawnik, polityk, poseł na Sejm PRL, minister sprawiedliwości
  - Norbert Blüm, niemiecki polityk, minister pracy i spraw społecznych (zm. 2020)
  - Moe Drabowsky, amerykański basebalista pochodzenia żydowskiego (zm. 2006)
- 1936:
  - Nani Bregwadze, gruzińska wokalistka, pianistka, pedagog
  - Helij Putiewski, ukraiński piłkarz, trener
  - Ursula Schröder-Feinen, niemiecka śpiewaczka operowa (sopran dramatyczny) (zm. 2005)
- 1937:
  - Larry Fagin, amerykański poeta, redaktor, wydawca, nauczyciel (zm. 2017)
  - Zygmunt Andrzej Heinrich, polski taternik, himalaista (zm. 1989)
  - Wiktor Mamatow, rosyjski biathlonista (zm. 2023)
  - Eduard Strielcow, rosyjski piłkarz (zm. 1990)
  - Barry Thomas, nowozelandzki rugbysta, trener i działacz sportowy (zm. 2018)
- 1938:
  - Les Aspin, amerykański polityk (zm. 1995)
  - Tamio Kawachi, japoński aktor (zm. 2018)
  - Janet Reno, amerykańska prawnik, polityk, prokurator generalna (zm. 2016)
- 1939:
  - Alberto Festa, portugalski piłkarz (zm. 2024)
  - Kim Fowley, amerykański piosenkarz, producent muzyczny (zm. 2015)
  - Bogusław Hajdas, polski piłkarz, trener
  - Helmut Haller, niemiecki piłkarz (zm. 2012)
  - John Negroponte, amerykański polityk, dyplomata pochodzenia greckiego
  - Wiktor Węgrzyn, polski księgarz, działacz społeczny (zm. 2017)
- 1940:
  - Jim Clyburn, amerykański polityk, kongresman
  - Marco Maciel, brazylijski prawnik, polityk, gubernator stanu Pernambuco, wiceprezydent Brazylii (zm. 2021)
  - Zygmunt Przychodzeń, polski ekonomista (zm. 2016)
- 1941:
  - Jim Bates, amerykański polityk
  - Włodzimierz Doroszkiewicz, polski biolog, wykładowca akademicki
  - Diogo Freitas do Amaral, portugalski prawnik, polityk, wicepremier, p.o. premiera Portugalii (zm. 2019)
  - Markus Hotz, szwajcarski kierowca wyścigowy
  - Stanisław Pasiciel, polski muzealnik (zm. 2017)
  - Herbert Szurgacz, polski prawnik, wykładowca akademicki, sędzia Sądu Najwyższego
- 1942:
  - Alfred Gomolka, niemiecki polityk, eurodeputowany (zm. 2020)
  - Fred Hetzel, amerykański koszykarz
  - Jan J. Zienkiewicz, polski ekonomista, krajoznawca, regionalista, działacz PTTK
- 1943:
  - Michael Caton, amerykański aktor, prezenter telewizyjny
  - Fritz Glatz, austriacki kierowca wyścigowy (zm. 2002)
  - Krzysztof Jasiński, polski aktor, reżyser teatralny i telewizyjny
  - Wit Majewski, polski związkowiec, polityk, poseł na Sejm RP (zm. 2024)
  - Barbara Schlick, austriacka śpiewaczka operowa (sopran)
- 1944:
  - John Atta-Mills, ghański polityk, prezydent Ghany (zm. 2012)
  - Juan Ignacio Basaguren, meksykański piłkarz
  - Wiktor Łogunow, rosyjski kolarz torowy
  - Andrzej Mróz, polski pieśniarz
  - Jacek Sauk, polski polityk, poseł na Sejm i senator RP
- 1945:
  - Joseph Coutts, pakistański duchowny katolicki, arcybiskup Karaczi, kardynał
  - Leigh Lawson, brytyjski aktor, reżyser i scenarzysta filmowy
  - John Lowe, brytyjski darter
  - Marian Reszytyło, polski koszykarz (zm. 2017)
  - Lydia Shum Din-Ha, hongkońska aktorka komediowa (zm. 2008)
- 1946:
  - Czesław Grabowski, polski dyrygent, kompozytor, pedagog
  - Zbigniew Kaczmarek, polski sztangista (zm. 2023)
  - Kenneth Starr, amerykański prawnik, niezależny prokurator (zm. 2022)
  - Jüri Tarmak, estoński lekkoatleta, skoczek wzwyż (zm. 2022)
  - Ludmiła Zajcewa, rosyjska aktorka
- 1947:
  - Co Adriaanse, holenderski piłkarz, trener
  - Larcenia Bullard, amerykańska polityk (zm. 2013)
  - Jimmy Duncan, amerykański polityk, kongresman
  - Mohsen Farahwasz, irański zapaśnik
  - Marek Nowicki, polski fizyk, działacz społeczny, obrońca praw człowieka (zm. 2003)
- 1948:
  - Beppe Grillo, włoski aktor, komik, bloger, polityk
  - Darryl Neighbour, kanadyjski curler
  - Jerzy Opara, polski kajakarz, kanadyjkarz
  - Cat Stevens, brytyjski wokalista, muzyk, filantrop
- 1949:
  - Jairo Ríos, kolumbijski trener piłkarski
  - Ludmiła Smirnowa, rosyjska łyżwiarka figurowa
- 1950:
  - Ubaldo Fillol, argentyński piłkarz, bramkarz
  - Allan Maher, australijski piłkarz, bramkarz
  - Henryk Milcarz, polski ekonomista, samorządowiec, polityk, poseł na Sejm RP
  - Fidèle Nsielele, kongijski duchowny katolicki, biskup Kisantu
  - Maciej Węglewski, polski wiceadmirał
- 1951:
  - Richard Gozney, brytyjski polityk, dyplomata
  - Robin Williams, amerykański aktor, komik (zm. 2014)
- 1952:
  - John Barrasso, amerykański polityk, senator pochodzenia włoskiego
  - Jacek Gembal, polski koszykarz, trener
  - Ketan Mehta, indyjski reżyser i scenarzysta filmowy
  - Tadeusz Motowidło, polski technik górnictwa, związkowiec, polityk, poseł na Sejm RP
- 1953:
  - Tineke Fopma, holenderska kolarka szosowa i torowa
  - Harald Nickel, niemiecki piłkarz (zm. 2019)
  - Momir Petković, serbski zapaśnik
  - John Salazar, amerykański polityk pochodzenia baskijskiego
- 1954:
  - Danièle Debernard, francuska narciarka alpejska
  - Mark von Hagen, amerykański historyk (zm. 2019)
  - Anna Henrykowska, polska historyk, regionalistka
  - Bolesław Rzewiński, polski żużlowiec (zm. 2019)
  - Hennie Stamsnijder, holenderski kolarz przełajowy, torowy i szosowy
- 1955:
  - Marcelo Bielsa, argentyński piłkarz, trener
  - Andrzej Drętkiewicz, polski inżynier, polityk, samorządowiec, prezydent Płocka (zm. 2014)
  - Andrzej Łozowski, polski samorządowiec, wójt gminy Łubowo
  - Dan Malloy, amerykański polityk
  - Eligio Martínez, boliwijski piłkarz (zm. 2024)
  - Jerzy Seipp, polski prozaik, poeta, reżyser filmowy
  - Taco, holenderski piosenkarz pochodzenia indonezyjskiego
  - Béla Tarr, węgierski reżyser i scenarzysta filmowy
  - Anna Wesołowska-Piechocińska, polska aktorka
- 1956:
  - Elżbieta Bolek, polska polityk, posłanka na Sejm RP
  - Michael Connelly, amerykański pisarz
  - Jan Tomaszewicz, polski aktor, reżyser teatralny
- 1957:
  - Anna Bitner-Wróblewska, polska archeolog
  - Nicola Girasoli, włoski duchowny katolicki, arcybiskup, nuncjusz apostolski
  - Rumiana Goczewa, bułgarska szachistka
  - Jan Kulas, polski samorządowiec, polityk, poseł na Sejm RP
  - Jon Lovitz, amerykański aktor, komik
  - Stefan Löfven, szwedzki związkowiec, polityk, premier Szwecji
  - Wołodymyr Małaniuk, ukraiński szachista (zm. 2017)
- 1958:
  - Liliana Bodoc, argentyńska pisarka (zm. 2018)
  - Agnieszka Fatyga, polska aktorka, piosenkarka, pianistka (zm. 2020)
  - Siergiej Sobianin, rosyjski polityk, mer Moskwy
  - Helga Trüpel, niemiecka polityk
- 1959:
  - Wiktor Czanow, ukraiński piłkarz, trener (zm. 2017)
  - Joe Ludwig, australijski polityk pochodzenia niemieckiego
  - Teresa Morais, portugalska prawnik, polityk
- 1960:
  - Karl Erjavec, słoweński prawnik, polityk
  - Lance Guest, amerykański aktor
  - Adrienne King, amerykańska aktorka
  - Veselin Matić, serbski koszykarz, trener
  - Ljubomir Radanović, czarnogórski piłkarz
  - Sebastiano Somma, włoski aktor
  - Fritz Walter, niemiecki piłkarz
- 1961:
  - Morris Iemma, australijski polityk, premier Nowej Południowej Walii
  - Valdir Mamede, brazylijski duchowny katolicki, biskup Catanduvy
  - Jim Martin, amerykański gitarzysta, kompozytor, członek zespołów: Faith No More, Voodoocult, The Behemoth, Primus, Lynyrd Skynyrd i Spastik Children
- 1962:
  - Lee Aaron, kanadyjska wokalistka rockowa i jazzowa
  - Piotr Baran, polski koszykarz, trener
  - Cuca Canals, hiszpańska pisarka, scenarzystka filmowa
  - Mokgweetsi Masisi, botswański polityk, wiceprezydent i prezydent Botswany
  - Francis Meli, papuański duchowny katolicki, biskup Vanimo
- 1963:
  - Georgi Jordanow, bułgarski piłkarz
  - Grzegorz Więzik, polski piłkarz (zm. 2021)
- 1964:
  - Gustavo Bermúdez, argentyński aktor, producent filmowy
  - Fabrice Colas, francuski kolarz torowy
  - Leszek Lisowski, polski judoka
  - Beata Rybotycka, polska piosenkarka, aktorka
  - Igor Tkaczenko, rosyjski pilot wojskowy, dowódca zespołu akrobacyjnego „Russkije Witiazi” (zm. 2009)
  - Jens Weißflog, niemiecki skoczek narciarski
- 1965:
  - François Baroin, francuski dziennikarz, polityk
  - Guðni Bergsson, islandzki piłkarz
  - Ibrahim Bilali, kenijski bokser
  - Iwko Ganczew, bułgarski piłkarz, bramkarz, trener
  - Francis Moreau, francuski kolarz szosowy i torowy
- 1966:
  - Arija Bareikis, amerykańska aktorka pochodzenia litewskiego
  - Łarysa Sawczenko-Neiland, łotewska tenisistka
- 1967:
  - Walter Arencibia Rodríguez, kubański szachista, trener
  - Mick Mulvaney, amerykański polityk
- 1968:
  - Brandi Chastain, amerykańska piłkarka
  - Aditya Srivastava, indyjski aktor
- 1969:
  - Rubival Cabral Britto, brazylijski duchowny katolicki, biskup Grajaú
  - Andrew Davidson, południowoafrykański zapaśnik
  - Klaus Graf, niemiecki kierowca wyścigowy
  - Terapont (Kaszyn), rosyjski biskup prawosławny
  - Amiran Totikaszwili, gruziński judoka
  - Isabell Werth, niemiecka jeźdźczyni sportowa
  - Robert Wilk, polski piłkarz, trener
- 1970:
  - Liselotte Johansson, szwedzka narciarka dowolna
  - Kim Do-hoon, południowokoreański piłkarz, trener
  - Andrej Kudzin, białoruski hokeista, trener
  - Artur Maroszek, polski siatkarz
  - Siddhartha Mukherjee, amerykański onkolog, hematolog pochodzenia indyjskiego
  - Sylwia Pachut, polska lekkoatletka, sprinterka
- 1971:
  - Anthony Beltoise, francuski kierowca wyścigowy
  - Jarosław Chmielewski, polski prawnik, polityk, senator RP
  - Charlotte Gainsbourg, brytyjsko-francuska aktorka, piosenkarka
  - Aleksiej Kudaszow, rosyjski hokeista, trener
  - Robert Kużdżał, polski żużlowiec
  - Erik Mykland, norweski piłkarz
  - Grzegorz Poźniak, polski muzykolog, kompozytor, pedagog
- 1972:
  - Nikołaj Kozłow, rosyjski piłkarz wodny
  - Shaffaq Mohammed, brytyjski samorządowiec, polityk, eurodeputowany pochodzenia pakistańskiego
  - Catherine Ndereba, kenijska lekkoatletka, maratonistka
- 1973:
  - Berhane Adere, etiopska lekkoatletka, biegaczka długodystansowa
  - Ali Landry, amerykańska aktorka, modelka
  - Sun Caiyun, chińska lekkoatletka, tyczkarka
  - Mandy Wötzel, niemiecka łyżwiarka figurowa
- 1974:
  - Ibrahim Ash-Shahrani, saudyjski piłkarz
  - Merle Kivimets, estońska wszechstronna lekkoatletka
  - Ivana Miličević, amerykańska aktorka, modelka pochodzenia chorwackiego
  - Maciej Namysło, polski aktor, reżyser, animator kultury
  - Seweryn Rzepecki, polski archeolog, wykładowca akademicki
  - Rajko Tavčar, słoweński piłkarz
- 1975:
  - David Dastmalchian, amerykański aktor, scenarzysta, producent, dramaturg
  - Renaud Herpe, francuski siatkarz
  - Alfredo Rota, włoski szpadzista
- 1976:
  - Cori Bush, amerykańska polityk, kongreswoman
  - Wahid Haszemian, irański piłkarz
  - Dustin Hawthorne, kanadyjski basista, członek zespołu Hot Hot Heat
  - Tatjana Lebiediewa, rosyjska lekkoatletka, skoczkini w dal i trójskoczkini
  - Anita Nall, amerykańska pływaczka
- 1977:
  - Danny Ecker, niemiecki lekkoatleta, tyczkarz
  - Llewellyn Herbert, południowoafrykański lekkoatleta, płotkarz
  - Jaime Murray, brytyjska aktorka
  - Magdalena Olechnowska, polska lekkoatletka, trójskoczkini
  - Allison Wagner, amerykańska pływaczka
- 1978:
  - Nasir Al-Hatam, iracki tenisista (zm. 2006)
  - Justin Bartha, amerykański aktor, scenarzysta i producent filmowy, telewizyjny i teatralny
  - Josh Hartnett, amerykański aktor, producent filmowy pochodzenia szwedzkiego
  - Kyōko Iwasaki, japońska pływaczka
  - Marek Koziarczyk, polski aktor
  - Davor Kus, chorwacki koszykarz
  - Damian Marley, jamajski muzyk i wokalista reggae, dancehall i ragga
  - Serhij Warłamow, ukraiński hokeista
- 1979:
  - Anna Adamczewska, polska juodczka
  - Tine Baun, duńska badmintonistka
  - Tamika Catchings, amerykańska koszykarka
  - Bradley Kahlefeldt, australijski triathlonista
  - Dorota Kuczkowska, polska kajakarka
  - James Pritchard, kanadyjski rugbysta
  - Andrij Woronin, ukraiński piłkarz
- 1980:
  - Ensar Arifović, bośniacki piłkarz
  - Scott Frandsen, kanadyjski wioślarz
  - Sandra Laoura, francuska narciarka dowolna
  - Władimir Mielnik, rosyjski siatkarz
  - CC Sabathia, amerykański baseballista
  - Tom Soetaers, belgijski piłkarz
  - Ifeanyi Udeze, nigeryjski piłkarz
  - Anna Wyszkoni, polska piosenkarka, autorka tekstów
- 1981:
  - René Bertram, niemiecki wioślarz
  - Paloma Faith, brytyjska piosenkarka, autorka tekstów, aktorka
  - Alexis González, argentyński siatkarz
  - Victor Hănescu, rumuński tenisista
  - Joaquín, hiszpański piłkarz
  - Anabelle Langlois, kanadyjska łyżwiarka figurowa
  - Yūshin Okami, japoński zawodnik MMA
  - Stefan Schumacher, niemiecki kolarz szosowy
  - Andreas Siljeström, szwedzki tenisista
- 1982:
  - Wadim Chomicki, rosyjski hokeista
  - Jason Cram, australijski pływak
  - Fonzerelli, brytyjski didżej, producent muzyczny
  - Emanuel Kohút, słowacki siatkarz
  - Vytautas Lalas, litewski strongman
  - Katy Sexton, brytyjska pływaczka
  - Krzysztof Stanowski, polski dziennikarz, felietonista, publicysta, przedsiębiorca
  - Rochelle Stormont, nowozelandzka judoczka
- 1983:
  - Johnny Acosta, kostarykański piłkarz
  - Ronald Burrell, amerykański koszykarz
  - Milan Jovanović, czarnogórski piłkarz
  - Ezequiel Miralles, argentyński piłkarz
  - Vladimir Niyonkuru, burundyjski piłkarz, bramkarz
  - Eivør Pálsdóttir, farerska piosenkarka, autorka tekstów, kompozytorka
- 1984:
  - Małgorzata Bereza, polska szpadzistka
  - Dragan Gajić, słoweński piłkarz ręczny
  - Sarah Greene, irlandzka aktorka, piosenkarka
  - Martin Lorentzson, szwedzki piłkarz
  - Maciej Masłowski, polski informatyk, polityk, poseł na Sejm RP
  - Liam Ridgewell, angielski piłkarz
  - Nikołaj Storonski, rosyjski przedsiębiorca, bankier
  - Zbigniew Suchecki, polski żużlowiec
  - Uładzimir Wieramiejenka, białoruski koszykarz
- 1985:
  - Jonathan Ayité, togijski piłkarz
  - Guillaume Bastille, kanadyjski łyżwiarz szybki, specjalista short tracku
  - Samuel Hill, australijski kolarz górski
  - Kim Jong-hyun, południowokoreański strzelec sportowy
  - Vanessa Lengies, kanadyjska aktorka
  - Julia Michalska, polska wioślarka
- 1986:
  - Anthony Annan, ghański piłkarz
  - Livia Brito, meksykańska aktorka
  - Diane Guerrero, amerykańska aktorka
  - Meike Kröger, niemiecka lekkoatletka, skoczkini wzwyż
  - Enikő Mironcic, rumuńska wioślarka
  - Mirosław Orliński, polski prawnik, polityk, poseł na Sejm RP
  - Saki Sugimoto, japońska siatkarka
  - Jason Thompson, amerykański koszykarz
  - Fernando Tielve, hiszpański aktor
- 1987:
  - Kami Craig, amerykańska piłkarka wodna
  - Jesús Zavala, meksykański piłkarz
- 1988:
  - Ákos Elek, węgierski piłkarz
  - Urszula Gardzielewska, polska lekkoatletka, skoczkini wzwyż
  - Agata Pietrzyk, polska zapaśniczka
- 1989:
  - Rory Culkin, amerykański aktor
  - Wiesna Dołonc, serbska tenisistka
  - Marco Fabián, meksykański piłkarz
  - Chris Gunter, walijski piłkarz
  - Micheil Kadżaia, gruziński i serbski zapaśnik
  - Juno Temple, brytyjska aktorka
  - Ömer Toprak, turecki piłkarz
  - Jamie Waylett, brytyjski aktor
  - Sana Żaryłgasowa, kazachska siatkarka
- 1990:
  - Daniel Reyes, nikaraguański piłkarz
  - Karina Szczurewska, polska koszykarka
  - Jakub Witecki, polski hokeista
- 1991:
  - Jamaal Franklin, amerykański koszykarz
  - Nemanja Miletić, serbski piłkarz
  - Rewazi Nadareiszwili, gruziński zapaśnik
  - Wołodymyr Onyszczuk, ukraiński szachista
  - Lucy Spraggan, brytyjska piosenkarka
- 1992:
  - Julia Beljajeva, estońska szpadzistka
  - Dawid Dryja, polski siatkarz
  - Chloe Ferrari, amerykańska siatkarka
  - Andrew Rayel, mołdawski didżej i producent muzyki trance
  - Kanae Tatsuta, japońska lekkoatletka, tyczkarka
- 1993:
  - Marta Bryła, polska aktorka
  - Ana Bucik, słoweńska narciarka alpejska
  - Sandesh Jhingan, indyjski piłkarz
  - Luksika Kumkhum, tajska tenisistka
  - Walter Montoya, argentyński piłkarz
  - Mate Nemeš, serbski zapaśnik
  - Viktor Nemeš, serbski zapaśnik
  - Astrid Souply, francuska siatkarka
- 1994:
  - Ana Cristina Cazacu, rumuńska siatkarka
  - Błażej Koza, polski klarnecista, saksofonista, kompozytor
  - Lucas Olaza, urugwajski piłkarz
  - Anna Pogany, niemiecka siatkarka
- 1995:
  - Hind Ben Abdelkader, belgijska koszykarka pochodzenia marokańskiego
  - Øystein Bråten, norweski narciarz dowolny
  - Sanne van Dijke, holenderska judoczka
  - Dan-Emil Racoțea, rumuński piłkarz ręczny
- 1996:
  - Joe Aribo, nigeryjski piłkarz
  - Anya Chalotra, brytyjska aktorka pochodzenia indyjskiego
  - Mikael Ingebrigtsen, norweski piłkarz
  - Lewani Kawżaradze, gruziński zapaśnik
  - Rimvydas Sadauskas, litewski piłkarz
- 1997:
  - Jaylyn Agnew, amerykańska koszykarka
  - Omari Spellman, amerykański koszykarz
  - Emil Tîmbur, mołdawski piłkarz, bramkarz
- 1998:
  - Magnus Bøe, norwesko-południowokoreański biegacz narciarski, biathlonista
  - Marie Bouzková, czeska tenisistka
  - Mason Jones, amerykański koszykarz
  - Adrian Justinussen, farerski piłkarz
- 1999:
  - Téo Andant, francuski lekkoatleta, sprinter
  - Diego Costa, brazylijski piłkarz
  - Maria Mateas, amerykańska tenisistka
  - Rhys McClenaghan, irlandzki gimnastyk
  - Tsilavina Razanakoto, madagaskarski piłkarz
  - Andonis Tsiftsis, grecki piłkarz
- 2000:
  - Erling Braut Håland, norweski piłkarz
  - Mia Krampl, słoweńska wspinaczka sportowa
  - Kiriłł Marczenko, rosyjski hokeista
  - Jens Lurås Oftebro, norweski kombinator norweski
  - Kamil Wałęga, polski hokeista
- 2002:
  - Maksym Braharu, ukraiński piłkarz
  - Rika Kihira, japońska łyżwiarka figurowa
- 2003:
  - Maksym Diaczuk, ukraiński piłkarz
  - Veljko Ilić, serbski piłkarz, bramkarz
  - Anthony Valencia, ekwadorski piłkarz
- 2006:
  - Tomasz Berkieta, polski tenisista
  - Endrick, brazylijski piłkarz

## Zmarli
- 987 – Godfryd I Szara Opończa, hrabia Andegawenii (ur. 935)
- 1006 (lub 1007) – Gizela Burgundzka, księżna bawarska (ur. ok. 950)
- 1229 – Iwo Odrowąż, polski duchowny katolicki, biskup krakowski (ur. ?)
- 1403 – Harry Hotspur, angielski rycerz (ur. 1364/66)
- 1425 – Manuel II Paleolog, cesarz bizantyński (ur. 1350)
- 1428 – Angelo d'Anna de Sommariva, włoski kardynał (ur. ok. 1340)
- 1474 – Mikołaj z Błażejowa, polski duchowny katolicki, biskup przemyski (ur. ok. 1405)
- 1527 – Wawrzyniec Korwin, niemiecki humanista, poeta nowołaciński, pedagog, geograf, pisarz miejski, autor podręczników (ur. przed 1470)
- 1552 – Antonio de Mendoza, hiszpański wicekról Peru i wicekról Nowej Hiszpanii (ur. ok. 1490 lub 1495)
- 1571 – Martim Afonso de Sousa, portugalski żeglarz, administrator kolonialny (ur. 1500)
- 1590 – Zofia Wirtemberska, księżna Saksonii-Weimar (ur. 1563)
- 1607 – Stanisław Miński, polski szlachcic, polityk (ur. ok. 1561)
- 1621 – Jan Rudomina Dusiacki, polski ziemianin, wojski brasławski (ur. ok. 1543)
- 1641 – Thomas Mun, angielski ekonomista (ur. 1571)
- 1681 – Franciszek Ciświcki, polski szlachcic, polityk (ur. ?)
- 1683 – William Russell, brytyjski arystokrata, polityk (ur. 1639)
- 1690 – Gregorio Carafa, wielki mistrz zakonu joannitów (ur. 1615)
- 1693 – Kazimierz Jan z Bnina Opaliński, polski duchowny katolicki, biskup chełmiński (ur. 1639)
- 1711 – Avedik I, ormiański patriarcha Konstantynopola (ur. 1657)
- 1719 – Maria Ludwika Elżbieta Orleańska, francuska arystokratka (ur. 1695)
- 1756 – Guido Antonio Longhi, włoski architekt (ur. 1691)
- 1761 – Louis Galloche, francuski malarz (ur. 1670)
- 1770 – Udalryk Krzysztof Radziwiłł, książę Świętego Cesarstwa Rzymskiego, pisarz wielki litewski, generał major kawalerii litewskiej, polityk, poeta, prozaik, tłumacz, mówca, erudyta (ur. 1712)
- 1771 – Johann Heinrich Gottlob von Justi, niemiecki ekonomista, wykładowca akademicki (ur. 1717)
- 1775 – Szymon Czechowicz, polski malarz (ur. 1689)
- 1777 – Ignacy Załuski, polski szlachcic, polityk (ur. ?)
- 1782 – Karol Wilhelm, książę Saksonii-Meiningen (ur. 1754)
- 1783 – Giovanni Battista Rezzonico, włoski kardynał (ur. 1740)
- 1788 – Gaetano Filangeri, neapolitański uczony, prawnik (ur. 1753)
- 1793 – Antoine Bruni d’Entrecasteaux, francuski żeglarz, podróżnik, odkrywca (ur. 1737)
- 1796 – Robert Burns, szkocki poeta (ur. 1759)
- 1798 – François Sébastien de Croix de Clerfayt, waloński oficer, feldmarszałek w służbie habsburskiej (ur. 1733)
- 1819:
  - Jakub Ferdynand Bogusławski, polski pułkownik (ur. 1759)
  - Giovanni Battista Zauli, włoski kardynał (ur. 1743)
- 1820 – Stanisław Kossecki, polski szlachcic, polityk (ur. 1739)
- 1824 – Buddha Loetla Nabhalai, król Syjamu (ur. 1768)
- 1828 – Charles Manners-Sutton, brytyjski duchowny anglikański, arcybiskup Canterbury (ur. 1755)
- 1836 – Antonij Pogorielski, rosyjski pisarz (ur. 1787)
- 1838 – Johann Nepomuk Mälzl, niemiecki inżynier, wynalazca, konstruktor instrumentów muzycznych (ur. 1772)
- 1847 – Paweł Straszyński, polski duchowny katolicki, biskup sejneński (ur. 1784)
- 1853 – Thomas Patrick Moore, amerykański polityk, dyplomata (ur. 1797)
- 1855 – Per Daniel Amadeus Atterbom, szwedzki prozaik, poeta, krytyk literacki, filozof (ur. 1790)
- 1856 – Karol Aarestrup, duński poeta, lekarz (ur. 1800)
- 1881 – Ferdinand Keller, szwajcarski archeolog (ur. 1800)
- 1882 – Ferdinand von Münchhausen, pruski polityk (ur. 1810)
- 1888 – Charles Duclerc, francuski polityk, premier Francji (ur. 1812)
- 1892 – Hilary Majewski, polski architekt (ur. 1838)
- 1896 – Józef Kordysz, polski fotograf (ur. 1824)
- 1897 – Anthony Mundella, brytyjski polityk (ur. 1825)
- 1900:
  - Alberyk Crescitelli, włoski duchowny katolicki, misjonarz, męczennik, święty (ur. 1863)
  - Józef Wang Yumei, chiński męczennik, święty (ur. 1832)
- 1901 – Simon J. Schermerhorn, amerykański polityk (ur. 1827)
- 1902 – Alfred Fedecki, ukraiński fotograf pochodzenia polskiego (ur. 1857)
- 1903:
  - Henri Alexis Brialmont, belgijski wojskowy, inżynier, budowniczy fortyfikacji (ur. 1821)
  - Adam Stanisław Sapieha, polski książę, polityk, działacz gospodarczy (ur. 1828)
- 1904 – John H.G. Vehslage, amerykański polityk (ur. 1842)
- 1905 – Stefan Aleksander Okrzeja, polski działacz robotniczy, bojowiec PPS (ur. 1886)
- 1907 – Nicolae Grigorescu, rumuński malarz (ur. 1838)
- 1909:
  - Stanisław Machorski, polski duchowny katolicki, działacz społeczno-narodowy (ur. 1807)
  - Karel Verbist, belgijski kolarz szosowy i torowy (ur. 1883)
- 1912 – Mariusz Bojemski, polski inżynier (ur. ok. 1876)
- 1913 – Theodor Tiling, niemiecki psychiatra (ur. 1842)
- 1914 – Dżurdżi Zajdan, egipski historyk, literaturoznawca, publicysta, pisarz pochodzenia libańskiego (ur. 1861)
- 1915 – Norbert Hapanowicz, polski inżynier (ur. 1887)
- 1916 – Tadeusz Rechniewski, polski działacz socjalistyczny i oświatowy (ur. 1862)
- 1917 – Mirosław Kryński, polski filolog, pedagog (ur. 1886)
- 1918 – Johannes Hesekiel, niemiecki duchowny i teolog ewangelicki (ur. 1835)
- 1919 – Gustaf Retzius, szwedzki lekarz, anatom (ur. 1842)
- 1920 – Stanisław Kulesza, polski plutonowy (ur. 1898)
- 1921:
  - Weła Błagoewa, bułgarska pisarka, nauczycielka, feministka (ur. 1858)
  - Adam Haber-Włyński, polski pilot, instruktor (ur. 1883)
- 1922 – Ahmed Cemal, turecki generał pułkownik (ur. 1872)
- 1926 – Washington Augustus Roebling, amerykański pułkownik, inżynier pochodzenia niemieckiego (ur. 1837)
- 1928:
  - Kostas Kariotakis, grecki poeta (ur. 1896)
  - Ellen Terry, brytyjska aktorka (ur. 1847)
  - Michaił Sawow, bułgarski generał porucznik, polityk (ur. 1857)
- 1929:
  - John Cotton Dana, amerykański bibliotekarz (ur. 1956)
  - Nikołaj Nieustrojew, jakucki poeta, prozaik, dziennikarz (ur. 1895)
- 1931:
  - Alexander Cassinone, niemiecko-austriacki inżynier, pionier aeronautyki (ur. 1866)
  - Émile Pouget, francuski anarchista, syndykalista (ur. 1860)
- 1934 – Rubens Salles, brazylijski piłkarz, trener (ur. 1891)
- 1936:
  - Georg Michaelis, niemiecki polityk, kanclerz Niemiec, premier Prus (ur. 1857)
  - Józef Strauss, polski budowniczy pochodzenia niemieckiego (ur. 1875)
- 1937 – Eleonora Kalkowska, polsko-niemiecka pisarka, aktorka (ur. 1883)
- 1938:
  - Franciszek Bieberstein-Żarnowski, polski podpułkownik kawalerii (ur. 1882)
  - Leon Forbert, polski fotograf, reżyser, producent i dekorator filmowy pochodzenia żydowskiego (ur. 1880)
  - Owen Wister, amerykański pisarz (ur. 1860)
- 1939 – Ambroise Vollard, francuski marszand, kolekcjoner sztuki (ur. 1866)
- 1941:
  - Ignacy Antonowicz, polski duchowny katolicki, męczennik, Sługa Boży (ur. 1890)
  - Roberts Neilands, łotewski polityk komunistyczny (ur. 1899)
  - Bohdan Łepki, ukraiński prozaik, poeta, literaturoznawca, polityk, senator RP (ur. 1872)
- 1942:
  - Abe Gutnajer, polski marszand, antykwariusz pochodzenia żydowskiego (ur. ok. 1888)
  - Franciszek Paweł Raszeja, polski ortopeda, wykładowca akademicki (ur. 1896)
- 1943:
  - Charlie Paddock, amerykański lekkoatleta, sprinter (ur. 1900)
  - Aron Skrobek, polski dziennikarz, działacz komunistyczny pochodzenia żydowskiego (ur. 1889)
- 1944:
  - Ludwig Beck, niemiecki generał pułkownik (ur. 1880)
  - Friedrich Olbricht, niemiecki generał (ur. 1888)
  - Werner von Haeften, niemiecki porucznik (ur. 1908)
  - Albrecht Mertz von Quirnheim, niemiecki pułkownik (ur. 1905)
  - Claus von Stauffenberg, niemiecki oficer, szef armii rezerwowej, autor nieudanego zamachu na Adolfa Hitlera (ur. 1907)
  - Henning von Tresckow, niemiecki generalmajor (ur. 1901)
- 1946:
  - Arthur Greiser, niemiecki nazistowski zbrodniarz wojenny (ur. 1897)
  - Shefqet Verlaçi, albański polityk, premier Albanii (ur. 1878)
- 1947 – Arthur Lee, brytyjski arystokrata, podpułkownik, polityk, dyplomata (ur. 1868)
- 1948 – Arshile Gorky, amerykański malarz pochodzenia ormiańskiego (ur. 1904)
- 1949 – Aleksandr Szyszkin, radziecki pilot wojskowy, as myśliwski (ur. 1917)
- 1950:
  - Rex Ingram, brytyjski aktor, reżyser, scenarzysta i producent filmowy (ur. 1892)
  - John C. Woods, amerykański starszy sierżant, kat (ur. 1911)
- 1951 – Marion Aye, amerykańska aktorka (ur. 1903)
- 1952:
  - Sylvio Cator, haitański lekkoatleta, skoczek w dal i wzwyż (ur. 1900)
  - Władysław Kohman-Floriański, polski inżynier budowy maszyn, wykładowca akademicki, wynalazca, artysta (ur. 1880)
  - Pedro Lascuráin, meksykański polityk, prezydent Meksyku (ur. 1856)
- 1954 – Herman Groman, amerykański lekkoatleta, sprinter (ur. 1882)
- 1955 – Anton Staus, niemiecki mechanik, astronom (ur. 1872)
- 1859 – Germaine Richier, francuska rzeźbiarka (ur. 1902)
- 1960 – Massimo Bontempelli, włoski pisarz, dziennikarz, krytyk literacki (ur. 1878)
- 1961 – Gieorgij Aleksandrow, radziecki polityk (ur. 1908)
- 1962:
  - Walter Kolarz, polski historyk, sowietolog pochodzenia czeskiego (ur. 1912)
  - Olof Ohlsson, szwedzki piłkarz (ur. 1888)
  - Stefania Podhorska-Okołów, polska pisarka, publicystka, tłumaczka (ur. 1884)
  - André Roosevelt, francuski rugbysta, producent filmowy (ur. 1879)
  - George Macaulay Trevelyan, brytyjski historyk (ur. 1876)
  - Maria Ukniewska, polska tancerka, pisarka (ur. 1907)
- 1964:
  - Jean Fautrier, francuski malarz, rzeźbiarz (ur. 1898)
  - Michał Kulesza, polski tancerz, choreograf, reżyser (ur. 1866)
  - Józef Myszka, polski artysta ludowy, pieśniarz, tancerz (ur. 1928)
  - Konstanty Rozwadowski, polski dyplomata (ur. 1875)
  - Henryk Segno, polski pilot, pionier polskiego lotnictwa (ur. 1882)
- 1966 – Julian Hochfeld, polski socjolog (ur. 1911)
- 1967:
  - Thomas Dehler, niemiecki prawnik, polityk (ur. 1897)
  - Jimmie Foxx, amerykański baseballista (ur. 1907)
  - Albert John Luthuli, południowoafrykański działacz społeczny i polityczny, laureat Pokojowej Nagrody Nobla (ur. 1898)
  - Gaetano Martino, włoski lekarz, nauczyciel akademicki, polityk (ur. 1900)
  - Basil Rathbone, brytyjski aktor (ur. 1892)
  - Willard Rice, amerykański hokeista (ur. 1895)
- 1968:
  - Michał Borowski, polski komandor (ur. 1898)
  - Emil Franciszek Mecnarowski, polski generał brygady, prawnik (ur. 1879)
  - Harold Oaks, kanadyjski pilot wojskowy, as myśliwski (ur. 1896)
  - Kazimierz Piwarski, polski historyk, wykładowca (ur. 1903)
  - Ruth St. Denis, amerykańska tancerka, choreografka (ur. 1879)
- 1969 – Montgomery Herschowitch, kanadyjski bokser (ur. 1896)
- 1970 – Michaił Gierasimow, rosyjski archeolog, antropolog, rzeźbiarz (ur. 1907)
- 1971:
  - Michael Somogyi, amerykański biochemik pochodzenia węgierskiego (ur. 1883)
  - Yrjö Väisälä, fiński geodeta, fizyk, astronom (ur. 1891)
- 1972:
  - Ralph Craig, amerykański lekkoatleta, sprinter (ur. 1889)
  - Jan Diddens, belgijski piłkarz (ur. 1906)
  - Jigme Dorji Wangchuck, król Bhutanu (ur. 1929)
- 1974 – Paweł Lewiecki, polski pianista, pedagog (ur. 1896)
- 1975:
  - Carl Troll, niemiecki geograf, ekolog, podróżnik (ur. 1899)
  - Billy West, amerykański aktor, reżyser, scenarzysta i producent filmowy (ur. 1892)
- 1976:
  - Stiepan Czerniak, radziecki generał armii (ur. 1899)
  - Karol Waduła, polski robotnik, polityk, poseł na Sejm PRL (ur. 1909)
- 1977:
  - Otto Falkenberg, norweski żeglarz sportowy (ur. 1885)
  - Ottó Hatz, węgierski oficer, szpadzista, florecista, trener (ur. 1902)
  - Jan Kaczmarek, polski działacz polonijny (ur. 1895)
  - Stanisław Krauze, polski farmaceuta, wykładowca akademicki (ur. 1902)
  - Lee Miller, amerykańska fotografka, dziennikarka, modelka (ur. 1907)
- 1979:
  - Boris Giuliano, włoski oficer policji (ur. 1930)
  - Ludwig Renn, niemiecki pisarz, działacz komunistyczny (ur. 1889)
  - Rexford Tugwell, amerykański ekonomista, polityk (ur. 1891)
- 1980:
  - Salah ad-Din al-Bitar, syryjski polityk, premier Syrii (ur. 1912)
  - Kławdij Subbotin, radziecki polityk (ur. 1904)
- 1981 – Ludmiła Żiwkowa, bułgarska historyk, polityk (ur. 1942)
- 1982 – Dave Garroway, amerykański aktor (ur. 1913)
- 1983:
  - Wieronika Bużynska, rosyjska aktorka (ur. 1895)
  - Norman Holter, amerykański biofizyk (ur. 1914)
  - Nikołaj Kisielow, radziecki polityk (ur. 1903)
  - Józef Trypućko, polski językoznawca, slawista, tłumacz (ur. 1910)
  - Marian Wodziański, polski wioślarz, pilot, inżynier mechanik (ur. 1901)
- 1985 – Alvah Bessie, amerykański pisarz, dziennikarz, scenarzysta filmowy, uczestnik hiszpańskiej wojny domowej (ur. 1904)
- 1986 – Zhang Yuzhe, chiński astronom (ur. 1902)
- 1987 – Curt Bergsten, szwedzki piłkarz (ur. 1912)
- 1988:
  - Øivind Christensen, norweski żeglarz sportowy (ur. 1899)
  - Stanisława Zawadzka, polska śpiewaczka (ur. 1890)
- 1989 – Aleksandr Safronow, radziecki łyżwiarz szybki (ur. 1952)
- 1990 – Siergiej Paradżanow, radziecki reżyser filmowy, dysydent pochodzenia ormiańskiego (ur. 1924)
- 1991:
  - Mieczysław Marynowicz, polski działacz spółdzielczy, polityk, poseł na Sejm PRL (ur. 1926)
  - Paul Warwick, brytyjski kierowca wyścigowy (ur. 1969)
- 1992 – Mario Boyé, argentyński piłkarz (ur. 1922)
- 1993 – Michael Wupf, niemiecki gitarzysta, członek zespołów: Sodom i Kreator (ur. 1963)
- 1994 – Henri Mouillefarine, francuski kolarz torowy i szosowy (ur. 1910)
- 1995 – Józef Kochman, polski fitopatolog, mikolog (ur. 1903)
- 1997 – Sjaak Alberts, holenderski piłkarz (ur. 1926)
- 1998:
  - Alan Shepard, amerykański pilot wojskowy, astronauta (ur. 1923)
  - Robert Young, amerykański aktor (ur. 1907)
- 1999 – David Ogilvy, brytyjski twórca reklam (ur. 1911)
- 2000 – Władimir Nowikow, radziecki polityk (ur. 1907)
- 2001:
  - Steve Barton, amerykański wokalista, tancerz, choreograf, pedagog (ur. 1954)
  - Carlo Bo, włoski poeta, krytyk literacki, wykładowca akademicki, polityk (ur. 1911)
  - Krste Crwenkowski, macedoński polityk, premier i prezydent Macedonii Północnej (ur. 1921)
- 2002 – Jeffrey Harborne, brytyjski chemik organik, wykładowca akademicki (ur. 1928)
- 2003:
  - Władimir Barkowski, radziecki pułkownik wywiadu (ur. 1913)
  - John Davies, nowozelandzki lekkoatleta, długodystansowiec, działacz sportowy (ur. 1938)
- 2004:
  - Jerry Goldsmith, amerykański kompozytor muzyki filmowej pochodzenia żydowskiego (ur. 1929)
  - Edward B. Lewis, amerykański genetyk, laureat Nagrody Nobla (ur. 1918)
- 2005:
  - Long John Baldry, brytyjski wokalista bluesowy (ur. 1941)
  - Andrzej Grubba, polski tenisista stołowy (ur. 1958)
  - Stanisław Stomma, polski publicysta, działacz katolicki, polityk, poseł na Sejm PRL i senator RP (ur. 1908)
- 2007:
  - Don Arden, brytyjski menedżer muzyczny pochodzenia żydowskiego (ur. 1926)
  - Mirosław Nahacz, polski pisarz, scenarzysta filmowy (ur. 1984)
- 2008:
  - Antoni Jaszczak, polski ekonomista, wykładowca akademicki, przedsiębiorca, polityk, minister budownictwa (ur. 1946)
  - El Kazovsky, węgierski malarz, performer, poeta, scenograf, kostiumograf pochodzenia rosyjskiego (ur. 1948)
  - Muhlis Tayfur, turecki zapaśnik (ur. 1922)
- 2009:
  - John Dawson, amerykański wokalista, gitarzysta, kompozytor, współpracownik zespołu Grateful Dead (ur. 1945)
  - Andrew Thomas, amerykański muzyk, członek zespołu Bad Boys Blue (ur. 1946)
- 2010:
  - Augustyn Baran, polski prozaik, historyk, dziennikarz (ur. 1944)
  - Luis Corvalán, chilijski polityk, sekretarz generalny Komunistycznej Partii Chile (ur. 1916)
  - Marta Szmigielska, polska aktorka (ur. 1961)
  - Domingos Gabriel Wisniewski, brazylijski duchowny katolicki pochodzenia polskiego, biskup Cornélio Procópio i Apucarany, misjonarz (ur. 1928)
- 2011:
  - Kazimierz Świątek, polski duchowny katolicki, arcybiskup metropolita mińsko-mohylewski, kardynał (ur. 1914)
  - Andrzej Zalewski, polski dziennikarz radiowy (ur. 1924)
- 2012 – Andrzej Łapicki, polski aktor, lektor, reżyser teatralny, pedagog (ur. 1924)
- 2013:
  - Det de Beus, holenderska hokeistka na trawie (ur. 1958)
  - Tadeusz Kulikowski, polski biochemik (ur. 1931)
  - Jude Speyrer, amerykański duchowny katolicki, biskup Lake Charles (ur. 1929)
  - Vratislav Štěpánek, czeski duchowny protestancki, patriarcha Czechosłowackiego Kościoła Husyckiego (ur. 1930)
- 2014:
  - Robert Donnelly, amerykański duchowny katolicki, biskup Toledo (ur. 1931)
  - Hans-Peter Kaul, niemiecki prawnik (ur. 1943)
- 2015:
  - Theodore Bikel, amerykański działacz polityczny, piosenkarz folkowy, kompozytor, aktor (ur. 1924)
  - E.L. Doctorow, amerykański pisarz, wykładowca akademicki pochodzenia żydowskiego (ur. 1931)
  - Czesław Marchaj, polski żeglarz, teoretyk żeglarstwa (ur. 1918)
  - Dick Nanninga, holenderski piłkarz (ur. 1949)
  - Serhij Omeljanowicz, ukraiński piłkarz (ur. 1977)
  - Wojciech Przybylski, polski realizator dźwięku, producent muzyczny (ur. 1952)
- 2016:
  - Iwo Cyprian Pogonowski, polsko-amerykański inżynier, dziennikarz, historyk, leksykograf (ur. 1921)
  - Bronisław Sieńczak, polski duchowny katolicki (ur. 1947)
- 2017:
  - Peter Doohan, australijski tenisista (ur. 1961)
  - John Heard, amerykański aktor (ur. 1946)
  - Nikołaj Kamienski, radziecki skoczek narciarski (ur. 1931)
  - Hrvoje Šarinić, chorwacki inżynier, polityk, premier Chorwacji (ur. 1935)
  - Deborah Watling, brytyjska aktorka (ur. 1948)
  - Witold Zarychta, polski aktor (ur. 1929)
- 2018:
  - Janusz Daszuta, polski duchowny metodystyczny, działacz ekumeniczny, społeczny i samorządowy (ur. 1961)
  - Ryū Matsumoto, japoński polityk (ur. 1951)
- 2019:
  - José Manuel Estepa Llaurens, hiszpański duchowny katolicki, biskup pomocniczy madrycki, kardynał (ur. 1926)
  - Claro Pellosis, filipiński lekkoatleta, sprinter (ur. 1934)
  - Adel Zaky, egipski duchowny katolicki, franciszkanin, wikariusz apostolski Aleksandrii (ur. 1947)
- 2021:
  - Dariusz Dyrda, polski pisarz, dziennikarz (ur. 1964)
  - Jean-Pierre Jaussaud, francuski kierowca wyścigowy (ur. 1937)
  - Desmond O’Malley, irlandzki prawnik, polityk (ur. 1939)
  - Maciej Wrzeszcz, polski dziennikarz, działacz katolicki (ur. 1934)
- 2022:
  - Taurean Blacque, amerykański aktor (ur. 1940)
  - Milan Dvořák, czeski piłkarz (ur. 1934)
  - Paddy Hopkirk, brytyjski kierowca wyścigowy i rajdowy (ur. 1933)
  - Reino Paasilinna, fiński dziennikarz, polityk, eurodeputowany (ur. 1939)
  - Uwe Seeler, niemiecki piłkarz (ur. 1936)
- 2023:
  - Tony Bennett, amerykański wokalista jazzowy (ur. 1926)
  - Ann Clwyd, brytyjska dziennikarka, polityk, eurodeputowana (ur. 1937)
  - Petru Marta, mołdawski zapaśnik (ur. 1952)
  - Sylwester Matczak, polski organista, dyrygent, pedagog (ur. 1937)
  - Juliette Mayniel, francuska aktorka (ur. 1936)
  - Władysław Żabiński, polski rolnik, działacz opozycji antykomunistycznej, samorządowiec, polityk, poseł na Sejm RP (ur. 1942)
- 2025:
  - V.S. Achuthanandan, indyjski polityk, premier stanu Kerala (ur. 1923)
  - Waldemar Skrzypczak, polski generał broni, dowódca Wojsk Lądowych RP (ur. 1956)